# Mercetaspis ephedrae
Mercetaspis ephedrae är en insektsart som först beskrevs av Bodenheimer 1943.  Mercetaspis ephedrae ingår i släktet Mercetaspis och familjen pansarsköldlöss.
Artens utbredningsområde är Irak. Inga underarter finns listade i Catalogue of Life.